# Jacqueline Badran

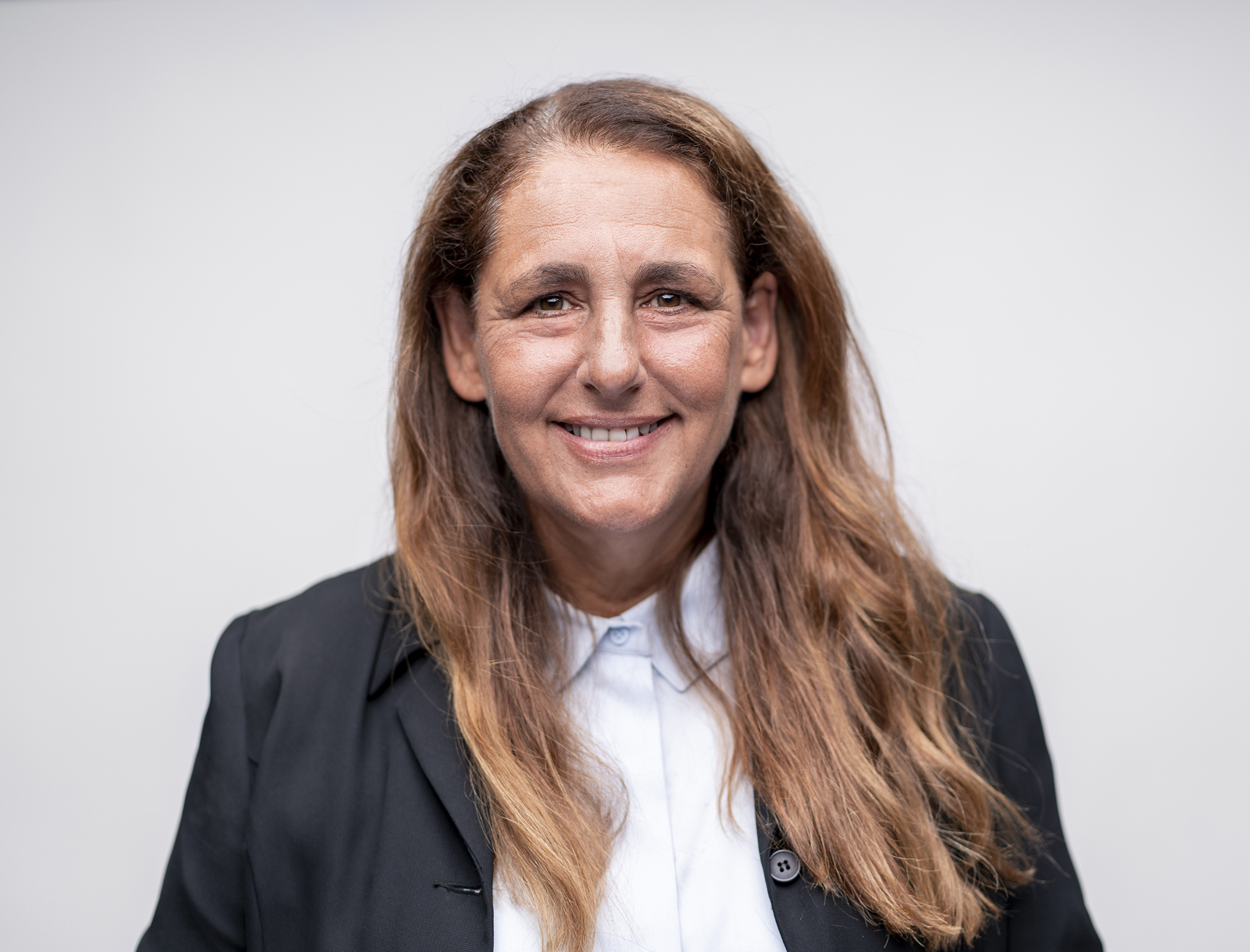
Jacqueline Badran (2019)

Jacqueline Badran (* 12. November 1961 in Sydney, Australien; heimatberechtigt in Zürich und Auswil) ist eine Schweizer Politikerin (SP) und Unternehmerin.

## Leben, Ausbildung und Beruf
Badrans Mutter war Deutsche und Schweizerin. Ihr Vater war ein Libanese, der zu der damaligen christlichen Mehrheit im Libanon gehörte. Er war in den 1920er Jahren nach Australien ausgewandert und führte ein eigenes Textilunternehmen. Er hatte die Mutter von Jacqueline Badran auf einer Geschäftsreise im Zürcher Hotel Baur au Lac kennengelernt. Als Fünfjährige zog Jacqueline Badran 1966 mit den Eltern und ihrer Schwester in die Schweiz nach Zürich, wo sie die Primarschule und die Kantonsschule Hohe Promenade besuchte.
Nach zwei Zwischenjahren mit Reisen und Sport studierte sie 1982 bis 1988 Biologie an der Universität Zürich und schloss mit dem Diplom ab. Nach ein paar beruflichen Jahren in der Kundenberatung zur beruflichen Vorsorge studierte sie 1993 bis 1997 an der Universität St. Gallen Ökonomie und Staatswissenschaften und schloss mit dem Lizenziat ab. Dort engagierte sie sich auch in der umweltökonomischen Studenteninitiative OIKOS. Nach dem Studium arbeitete sie in der Verwaltung von St. Gallen in der Wirtschaftsförderung und anschliessend in der Finanzverwaltung des Kantons Zürich. 2000 gründete sie mit zwei Partnern die Firma Zeix AG. Sie ist Geschäftsführerin, Verwaltungsratspräsidentin und Mitinhaberin.
Badran hat zwei schwere Unglücke überlebt: In den 1990er Jahren wurde sie nach eigenen Angaben bei einem Lawinenniedergang im Engadin von den Schneemassen begraben, konnte sich aber aus eigener Kraft befreien. Im November 2001 befand sie sich mit einem Geschäftspartner an Bord des Crossair-Fluges 3597. Das Flugzeug stürzte in der Nähe von Bassersdorf ab, 24 Menschen kamen dabei zu Tode. Die beiden überlebten den Absturz durch glückliche Umstände leicht verletzt; sie waren während des Fluges, um nicht gestört zu werden, in den hinteren Teil des Flugzeuges gegangen.
Badran ist verheiratet und lebt in Zürich. Sie ist australisch-schweizerische Doppelbürgerin.
2022 veröffentlichte die Journalistin Nathalie Zeindler eine Biografie über sie.

## Politik
1991 trat sie der Sozialdemokratischen Partei (SP) bei. Zuerst war sie mehrere Jahre im Vorstand der Sektion Kreis 7 der Stadt Zürich und wurde 2002 in den Gemeinderat, das Stadtparlament, gewählt. Dort war sie acht Jahre lang in der Rechnungsprüfungskommission und wechselte 2011 in die Stadtentwicklungskommission. Viele Jahre war sie ebenfalls im kantonalen Parteivorstand tätig und war die Präsidentin der kantonalen SP-Umweltkommission. 
Bei den Schweizer Parlamentswahlen 2011 wurde sie in den Schweizer Nationalrat gewählt und bei den Parlamentswahlen 2015 sowie 2019 wiedergewählt. Im Rahmen ihrer nationalrätlichen Tätigkeit war sie bis 2018 Mitglied der Kommission für Umwelt, Raumplanung und Energie, seit 2018 ist sie Mitglied der Kommission für Wirtschaft und Abgaben und seit 2019 Mitglied der Aussenpolitischen Kommission. 
Ein wichtiger Schwerpunkt ihrer politischen Arbeit liegt in der Regulierung der Wohn- und Bodenfrage. 2011 wurde der wohnpolitische Grundsatzartikel in der Zürcher Gemeindeverordnung, den sie massgeblich mitgeprägt hatte, unter dem Titel „Bezahlbare Wohnungen für Zürich“ mit 75,9 % der Stimmen angenommen.
National bekannt wurde sie bereits als Zürcher Lokalpolitikerin durch ihren konsequenten Kampf gegen die Abschaffung der Lex Koller, der 2014 von Erfolg gekrönt wurde. Seither arbeitet sie an einem Vorschlag zur Verschärfung des Gesetzes.
Mehrfach hat sie sich stark für die Ausarbeitung von Gegenvorschlägen zu Volksinitiativen und bei Volksabstimmungen engagiert.
Seit 2020 ist sie Vizepräsidentin der SP Schweiz.